# Holmes Motor Vehicle Company
Holmes Motor Vehicle Company war ein US-amerikanischer Hersteller von Automobilen.

## Unternehmensgeschichte
Charles Holmes betrieb 1906 in Cambridgeport in Massachusetts die Charles Holmes Machine Company. Er stellte Automobile her, die als Holmes vermarktet wurden.
Später im Jahr 1906 setzte er die Produktion mit der eigenständigen Holmes Motor Vehicle Company fort. Im Sommer 1907 folgte der Bankrott. Die Außenstände betrugen 571 US-Dollar, weniger als der Kaufpreis eines Kraftfahrzeugs. Hauptgläubiger war die Charles Holmes Machine Company.
Es gab keine Verbindungen zu den anderen US-amerikanischen Herstellern von Automobilen der Marke Holmes: Holmes, Danville Foundry and Machine Company und Holmes Automobile Company.

## Fahrzeuge
Das Model D hatte einen wassergekühlten Zweizylindermotor mit 20 PS Leistung. 127 mm Bohrung und 127 mm Hub ergaben 3217 cm³ Hubraum. Das Fahrgestell hatte 203 cm Radstand. Der Aufbau war ein offener Runabout mit zwei Sitzen.
Model E, Model G und Model H hatten einen Vierzylindermotor mit 101,6 mm Bohrung, 101,6 mm Hub, 3295 cm³ Hubraum und 22 PS Leistung. Die Motoren der erst- und letztgenannten Fahrzeuge waren luftgekühlt. Das Model E hatte den kurzen Radstand von 203 cm. Bei den beiden anderen Modellen betrug er 254 cm. Alle Aufbauten waren Tourenwagen mit fünf Sitzen.

## Modellübersicht
| Jahr      | Modell  | Zylinder | Leistung (PS) | Radstand (cm) | Aufbau               |
| --------- | ------- | -------- | ------------- | ------------- | -------------------- |
| 1906–1907 | Model D | 2        | 20            | 203           | Runabout 2-sitzig    |
| 1906–1907 | Model E | 4        | 22            | 203           | Tourenwagen 5-sitzig |
| 1906–1907 | Model G | 4        | 22            | 254           | Tourenwagen 5-sitzig |
| 1906–1907 | Model H | 4        | 22            | 254           | Tourenwagen 5-sitzig |